# П'ятидорожне
П'ятидорожне (рос. Пятидорожное) — селище Багратіоновського району, Калінінградської області Росії. Входить до складу Пограничного сільського поселення. Населення — 790 осіб (2015 рік).